# 神奈川県私立小学校協会
神奈川県私立小学校協会（かながわけんしりつしょうがっこうきょうかい）は、神奈川県に所在する私立小学校から構成される任意団体である。

## 概要
神奈川県内の私立小学校は全校が加盟しているが、それに加え、初等教育を行っている私立特別支援学校の聖坂支援学校も加盟しているため、純粋な小学校の連盟組織というわけではない。

## 所在地
- 規約により理事長校が担当する。

## 加盟校
- 青山学院横浜英和小学校
- 関東学院小学校
- 横浜雙葉小学校
- 精華小学校
- 捜真小学校
- 関東学院六浦小学校
- 聖ヨゼフ学園小学校
- 桐蔭学園小学部
- 森村学園初等部
- 横浜三育小学校
- 洗足学園小学校
- カリタス小学校
- 桐光学園小学校
- 湘南学園小学校
- 湘南白百合学園小学校
- 鎌倉女子大学初等部
- 清泉小学校
- 聖マリア小学校
- 平和学園小学校
- 横須賀学院小学校
- 相模女子大学小学部
- 聖セシリア小学校
- 聖ステパノ学園小学校
- 函嶺白百合学園小学校
- 恵明学園小学校
- 聖坂支援学校小学部
- シュタイナー学園初等部
- 七沢希望の丘初等学校
- 慶應義塾横浜初等部
- 日本大学藤沢小学校

## 未加盟の私立小学校
- 大西学園小学校（学校法人大西学園）川崎市中原区小杉町に所在※併設している大西学園中学校・高等学校は神奈川県私立中学高等学校協会に加盟
- LCA国際小学校（株式会社エル・シー・エー）相模原市中央区横山台に所在※全国で唯一の株式会社立小学校
- 湘南ライナス学園小学部（学校法人湘南ライナス学園）小田原市に所在※2012年4月1日から休校中